# Plum (cráter)

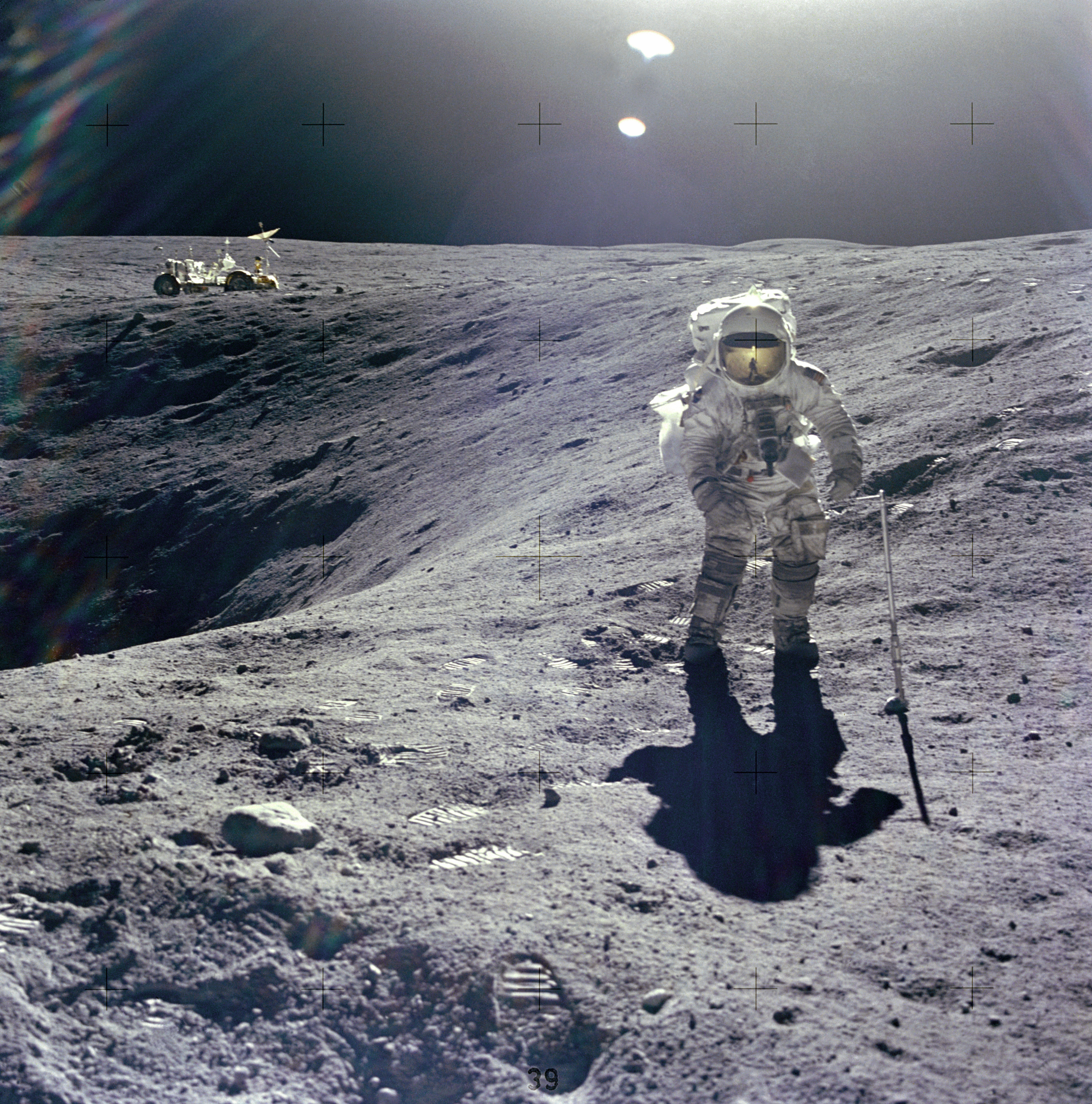
Young tomó esta foto de Duke mostrando Plum y el rover parado al fondo, con la cámara de TV en su parte superior.

Plum es un diminuto cráter lunar perteneciente a las Tierras Altas de Descartes, visitado por los astronautas del Apolo 16. El nombre del cráter fue adoptado formalmente por la Unión Astronómica Internacional en 1973. Situado en el perímetro sureste del cráter Flag, su diámetro es de tan solo 30 m.
|  |
|  |

El módulo lunar Orion del Apolo 16 aterrizó entre los cráteres North Ray y South Ray el 21 de abril de 1972. Los astronautas John Young y Charles M. Duke exploraron el área entre los cráteres en el transcurso de tres EVAs utilizando un Lunar Roving Vehicle o rover. Visitaron Plum en la EVA 1, donde situaron la Estación 1, en cuyo entrono se recogieron numerosas muestras.
Plum se inserta en la Formación Cayley del Período Ímbrico.

## Denominación
El nombre del cráter fue adoptado formalmente por la UAI en 1973, y tiene su origen en las denominaciones topográficas utilizadas en la hoja a escala 1/50.000 del Lunar Topophotomap con la referencia "78D2S1 Apollo 16 Landing Area".

## Muestras

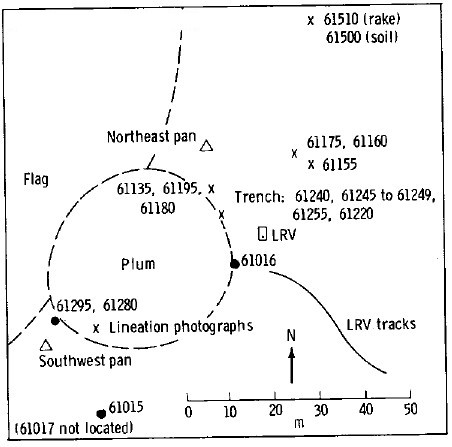
Mapa planimétrico de la Estación 1 del "Informe Científico Preliminar del Apolo 16". Las marcas X indican ubicaciones de muestras, los números de 5 dígitos son las referencias de las muestras del LRL, un rectángulo representa el rover lunar (el punto indica la cámara de TV), los puntos negros son rocas grandes, las líneas discontinuas son bordes de cráteres u otras características topográficas, y los triángulos son los puntos desde donde se tomaron panorámicas.

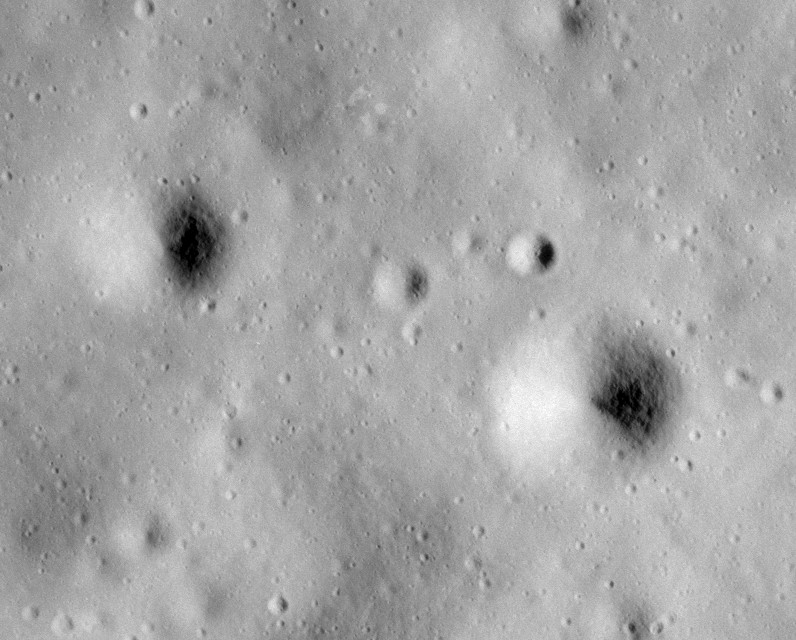
Imagen desde el Apolo 16, con Flag a la izquierda del centro y Spook a la derecha del centro. Plum es el pequeño cráter en el borde sureste de Flag.

Las siguientes muestras fueron recolectadas de la vecindad de los cráteres Plum y Flag (Estación 1), como se detalla en la Tabla 6-II del Informe Científico Preliminar del Apolo 16, que no incluye muestras menores a 25 g de peso (de las cuales había muchas). El tipo de muestra, la litología y las descripciones provienen del Lunar Sample Atlas del Lunar and Planetary Institute.
| Muestra | Tipo de muestra | Litología                  | Foto | Descripción |
| 61015   | Roca            | Brecha                     |      | Recubierta con vidrio negro en un lado, se piensa que fue expulsada del cráter South Ray.                                                                |
| 61016   | Roca            | Brecha fundida por impacto |      | Conocida como Big Muley; denominada así en referencia a Bill Muehlberger, director del equipo de geología de campo del Apolo 16.                         |
| 61135   | Roca            | Brecha regolítica          |      | Antigua brecha regolítica convertida en un elemento cementado hace alrededor de 3900 millones de años, con algunas huellas superficiales.                |
| 61155   | Gravilla        | Brecha                     |      | Brecha "vítrea fundida por impacto" rica en clastos; tiene abundantes clastos blancos, finas venas de vidrio y mesostasis vítrea.                        |
| 61156   | Roca            | Brecha fundida por impacto |      | Fuerte fusión poiquilítica por impacto, color gris medio, que ha sido metamorfizada térmicamente.                                                        |
| 61175   | Roca            | Brecha fragmentada         |      | Contiene un alto porcentaje de vidrio, con algo de material aglutinado. También contiene un pequeño, pero significativo, componente de basalto del mare. |
| 61195   | Roca            | Brecha                     |      | Brecha gris media coherente con matriz vítrea y abundantes clastos; las huellas superficiales están rodeadas de amplias zonas alteradas.                 |
| 61295   | Roca            | Brecha                     |      | Brecha de matriz clara y friable, con clastos claros y oscuros; con numerosas huellas redondeadas y pequeños agujeros.                                   |
| 61536   | Gravilla        | Brecha                     |      | Contiene un gran clasto blanco incluido dentro de una matriz de vidrio, y posee un recubrimiento de vidrio delgado en la superficie.                     |
| 61546   | Gravilla        | Brecha                     |      | Trozo de vidrio vesicular con numerosos pequeños clastos blancos y cráteres de micrometeoritos en un solo lado.                                          |